# Hiroyuki Yamamoto (Fußballspieler)
Hiroyuki Yamamoto (jap. 山本 寛幸, Yamamoto Hiroyuki; * 27. Oktober 1979 in Niigata, Präfektur Niigata) ist ein ehemaliger japanischer Fußballspieler.

## Karriere
Hiroyuki Yamamoto stand bis 2014 bei ALO's Hokuriku unter Vertrag. Der Verein aus Toyama spielte in der vierten Liga, der Japan Football League. 2005 wechselte er zu Albirex Niigata (Singapur). Albirex Niigata (Singapur) wurde 2004 gegründet und ist ein Ableger des japanischen Vereins Albirex Niigata. Der Klub spielte in der ersten singapurischen Liga, der S. League. Die Saison 2007 spielte er in Japan bei Chaneaule Koriyama. 2008 verließ er den Club und wechselte wieder nach Singapur. Hier schloss er sich dem Erstligisten Sengkang Punggol an. Für den Verein spielte er mindestens 24-mal in der ersten Liga. Nach Thailand zog es ihn 2009. Hier unterschrieb er einen Vertrag beim TTM FC. Der Club spielte in der höchsten thailändischen Liga, der Thai Premier League. 2011 wechselte er zum Ligakonkurrenten Pattaya United nach Pattaya. Für den Klub von der Ostküste spielte er bis Mitte 2012. Im Juli 2012 verpflichtete ihn der ebenfalls in der ersten Liga spielende Osotspa FC. Ende 2014 beendete er seine Karriere als aktiver Fußballspieler.